# Esgarraet
El esgarraet (del valenciano esgarradet) es un plato típico de la Comunidad Valenciana, más concretamente del folclórico barrio del Cabañal. Consiste en una especie de ensalada hecha con pimiento rojo asado, bacalao en salazón, ajos y aceite de oliva virgen extra. El nombre proviene del hecho de que para preparar el plato haya que desgarrar tanto el bacalao como el pimiento en finas tiras. 

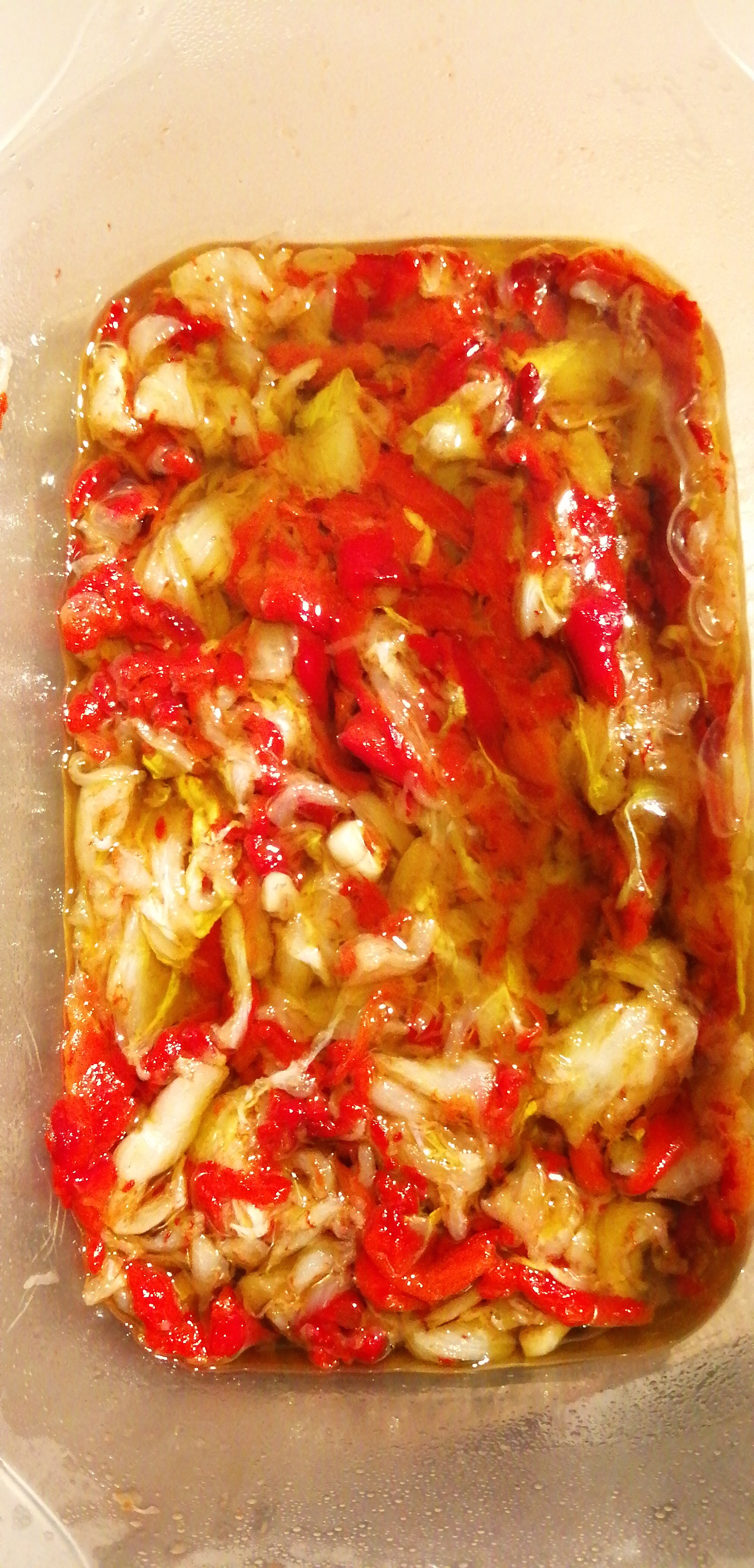
Esgarraet valencià

Es una de las tapas típicas de la ciudad de Valencia ya que el sabor salado del bacalao contrasta con el dulzor del pimiento y el jugo que suelta este se entremezcla con el aceite de oliva lo que hace que sea muy común mojar trozos de pan en el plato.

## Variantes típicas
Este plato podría considerarse una variante de otro popular al sur de la Comunidad Valenciana, el espencat. En Cataluña hay una variante también tradicional que recibe el nombre de esqueixada, que significa desgarrada, y que se cocina tradicionalmente con bacalao aunque existen variantes hechas con atún. Otra variante catalana es la escalivada, nombre que deriva de asar al "caliu",el "caliu es lo que queda tras la quema de la leña, las brasas, y es en ese calor residual donde, lentamente se van asando las verduras "escalivadas". Es un plato clásico de Cataluña la escalivada con anchoas, que se suele presentar sobre una torrada de pan de pagès tostado en las mismas brasas donde se han asado los pimientos, berenjenas, tomates, cebollas, etc.
En los pueblos del centro de la provincia de Castellón le suelen añadir berenjena al horno a este plato. Se prepara todo junto, el pimiento y la berenjena, y luego se desmenuza. Se le puede añadir mojama o bacalao por encima.